# Macella megalosara
Macella megalosara är en fjärilsart som beskrevs av Bethune-Baker 1911. Macella megalosara ingår i släktet Macella och familjen nattflyn. Inga underarter finns listade i Catalogue of Life.